# H株
H株（エイチかぶ、英: H share、中: H股）とは、香港証券取引所に上場している中国大陸で登記している中国企業の株式の銘柄のこと。中国本土外の投資家も取引ができ、香港ドルで取引される。

## 概要
H株の名称は香港（HONGKONG）の頭文字であるHから取られている。2018年3月末現在、H株は約250銘柄が上場されている。そのうち中小成長企業向けのGEM（香港版ナスダックとも呼ばれる）は数社に限られ、ほとんどがメインボードの上場銘柄である。
また、香港証券取引所に上場している中国大陸で登記していない中国企業は、政府系企業ならレッドチップ、民間企業ならPチップと呼ぶ。本土の上海証券取引所もしくは深圳証券取引所にも上場する会社の銘柄もある。この場合の株式はA株、B株と呼称し、H株と区別する。双方に権利の違いはない。
提出する財務報告書は中国本土の会計基準でも認められる。

## 株価指数
H株、レッドチップ、Pチップからなる株価指数としてFTSE中国50指数やハンセン中国企業指数などがある。それらに加えて香港企業も加えた物としてハンセン指数がある。